# Millerella
Millerella es un género de foraminífero bentónico de la subfamilia Ozawainellinae, de la familia Ozawainellidae, de la superfamilia Fusulinoidea, del suborden Fusulinina y del orden Fusulinida. Su especie tipo es Millerella marblensis. Su rango cronoestratigráfico abarca desde el Viseense (Carbonífero inferior) hasta el Moscoviense (Carbonífero superior).

## Discusión
Clasificaciones más recientes incluyen Millerella en la superfamilia Ozawainelloidea, y en la subclase Fusulinana de la clase Fusulinata. También se ha incluido en subfamilia Millerellinae.

## Clasificación
Se han descrito numerosas especies de Millerella. Entre las especies más interesantes o más conocidas destacan:
- Millerella marblensis

Un listado completo de las especies descritas en el género Millerella puede verse en el siguiente anexo.
En Millerella se han considerado los siguientes subgéneros:
- Millerella (Gavelinella), aceptado como género Plectomillerella
- Millerella (Seminovella), aceptado como género Seminovella